# Old Funeral
Old Funeral — норвежская дэт-метал-группа из Бергена (Норвегия), в которой начинали играть такие известные блэк-металлисты, как Abbath, Варг Викернес.

## История
Группа Old Funeral была сформирована в 1988 году тремя участниками — Tore (гитара), Padden (ударные) и Olve (он же Abbath) (бас, вокал). В начале своей творческой деятельности они исполняли кавер-версии других исполнителей. Первая композиция собственного сочинения под названием «Aphis» (её автором является Ольве) появилась у коллектива только в конце года. Весной этого же года выходит первое демо The Fart That Should Not Be тиражом 50 копий, которого принесли им локальную популярность и дали возможность сыграть несколько концертов.
В марте 1990 года записано новое, уже более качественное, демо Abduction Of Limbs (распродано тиражом в 750 экземпляров). 
Работа проходила в ставшей позднее знаменитой среди поклонников блэк-метала студии Grieghallen под руководством звукоинженера и продюсера Эйрика Хундвина. Вскоре в Old Funeral приходит второй гитарист Варг Викернес (известный по своему проекту Burzum).
В мае 1991 года выходит мини-альбом в формате семидюймовой грампластинки Devoured Carcass. После записи происходят некоторые изменения в составе: Olve уходит из группы и вместе с Demonaz создают Immortal, вокалистом становится Padden, а на басу теперь играет Thorlak. В 1992 году уходит Варг (он образовал свой проект Burzum, и, по его словам, участие в Old Funeral стало для него неинтересным). Гитаристом становится Jorn.
Последний концерт Old Funeral сыграли 8 февраля 1992 года в Йоэнсуу (Финляндия).
После распада группы в 1999 году были изданы два сборника — Join the Funeral Procession и The Older Ones, которые содержали как изданные ранее, так и никогда не издававшиеся композиции. В 2002 году был выпущен сборник концертных записей Old Funeral под названием Grim Reaping Norway и включал в себя два концерта — выступление в Hulen в Бергене (Норвегия) 30 августа 1991 года и выступление в Gamle Slaktehuse (Старая скотобойня) в Хёугесунн (Норвегия) 11 мая 1991 года. Место Hulen представляет собой место под землёй, предназначенное для спасения жителей Бергена от аварийных и экстренных случаев. Концертные мероприятия проводились там с 1969 года. Второе выступление на релизе было отыграно по приглашению Ivar и Grutl из Phobia (позже Enslaved). В ту ночь также выступали сами Phobia и Embryonic (позже Emperor).

## Дискография
- 1989 — The Fart That Should Not Be (демо)
- 1990 — Abduction of Limbs (демо)
- 1991 — Devoured Carcass (EP)
- 1999 — Join the Funeral Procession (сборник)
- 1999 — The Older Ones (сборник)
- 2002 — Grim Reaping Norway (сборник из двух концертных выступлений)
- 2013 — Our Condolences (1988—1992) (сборник)
- 2020 — Old Coffin Days (сборник-компиляция)

## Состав

### Последний состав
- Торе Братсет (Tore) — гитара
- Торлак Сигвальдасон (Thorlak) — бас
- Йорн Инге Тунсберг (Jorn) — гитара
- Ян Атле Осерёд (Jan Atle Åserød) (Padden)  — ударные, вокал

### Бывшие участники
- Варг Викернес (позже Count Grishnackh в Burzum) — гитара
- Ольве Эйкему (позже Abbath в Immortal) — бас, вокал
- Харальд Невдал (позже Demonaz в Immortal) — гитара, играл в группе всего 3 месяца
- Джим "Tyr" Ларсен — вокал, играл в группе всего 2 месяца